# 안핵사
안핵사(按覈使)는 조선 후기 지방에서 사건이 발생하였을 때에 이의 처리를 위하여 파견한 임시 관직이다. 대개 민란 발생시에 문제의 수습을 위한 긴급 대책으로 파견이 되었는데, 군수 등 인접지역의 수령이 주로 임명되었고, 경관이 파견되기도 하였다.『육전조례』에 의하면 2품에서 당상관까지 임명하도록 할 수 있었다.

## 하는 일
사건의 전말과 상황에 대한 상세한 조사·보고 및 사건의 처리 방안을 건의하고 아울러 조정의 지시에 따라 이를 수습하는 것이었다. 민란이 극성하였던 19세기에 자주 파견되었고, 사건 처리의 책임 문제 때문에 병을 칭탁하여 임명을 회피하기도 하였다. 
그러나 민란이 일어났다고 해서 모든 지역에 파견된 것은 아니고, 경우 진주·개령·청주·익산·함흥 등의 지역들에 파견되었다.  